# Hooker's green

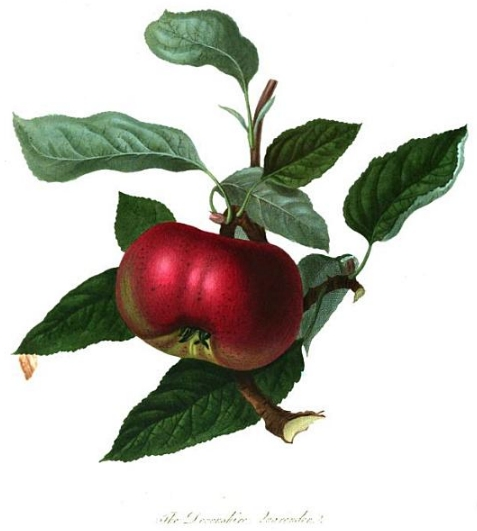
The Devonshire Quarenden
William Hooker, 1818

Hooker's green, Hookers grönt, är primärt en pigmentblandning med en oftast mörk, omättad, gulaktigt grön ton. Det har också blivit ett vanligt namn på ett pigment med liknande ton, C.I. Pigment Green 8 (10006).

## Historia
Hooker's green var för många av 1800-talets konstnärer den främsta gröna pigmentblandningen för landskap och växter. Namnet kommer av William Hooker (1779–1832), en framstående brittisk illustratör inom botanik, ej att förväxla med den samtida botanikern William Hooker (1785–1865).
Ursprungligen var Hooker's green en blandning av berlinerblått (PB27) och gummigutta (NY24). Senare kunde gummigutta ersättas av aureolin (PY40) eller hansagult och kombineras med ftalogrönt. Berlinerblått har även kombinerats med kadmiumgult. Ett tips för att själv blanda en Hooker's green nära originalutförandet, är att till berlinerblått välja en variant av nickelazogult (PY150) med azometin (gult med dragning åt orangebrunt).

## Pigment Green 8
C.I. Pigment Green 8 (10006) saluförs ofta som Hooker's green och har vanligen en mörk, omättad, gulaktigt grön ton. Det är ett organiskt pigment framtaget 1921, som består av ett järn-nitroso-komplex med formeln C30H18FeN3NaO6. Ljusäktheten hos detta pigment är dock ofta inte mer än måttlig.